# Jelonek (powiat krotoszyński)
Jelonek – osada leśna w Polsce położony w województwie wielkopolskim, w powiecie krotoszyńskim, w gminie Krotoszyn. Miejscowość wchodzi w skład sołectwa Roszki.
W latach 1975–1998 miejscowość położona była w województwie kaliskim.